# 제18회 미국 배우 조합상
제18회 미국 배우 조합상은 2011년 뛰어난 활동을 보인 영화 배우를 기리기 위해 2012년 1월에 열린 시상식이다.

## 수상 및 후보

### 영화부문 앙상블상
- 헬프 - 테이트 테일러 수상
- 아티스트 - 미셀 하자나비시우스
- 내 여자친구의 결혼식 - 폴 페이그
- 디센던트 - 알렉산더 페인
- 미드나잇 인 파리 - 우디 앨런

### 영화부문 여우주연상
- 헬프 - 비올라 데이비스 수상
- 앨버트 놉스 - 글렌 클로즈
- 철의 여인 - 메릴 스트립
- 어바웃 케빈 - 틸다 스윈튼
- 마이 위크 위드 마릴린 - 미셸 윌리엄스

### 영화부문 남우주연상
- 아티스트 - 장 뒤자르댕 수상
- 어 베터 라이프 - 데미안 비쉬어
- 디센던트 - 조지 클루니
- J. 에드가 - 레오나르도 디카프리오
- 머니볼 - 브래드 피트

### 영화부문 여우조연상
- 헬프 - 옥타비아 스펜서 수상
- 아티스트 - 베레니스 베조
- 헬프 - 제시카 차스테인
- 내 여자친구의 결혼식 - 멜리사 맥카시
- 앨버트 놉스 - 자넷 맥티어

### 영화부문 남우조연상
- 비기너스 - 크리스토퍼 플러머 수상
- 마이 위크 위드 마릴린 - 케네스 브래너
- J. 에드가 - 아미 해머
- 머니볼 - 조나 힐
- 워리어 - 닉 놀테

### 영화부문 스턴트 상
- 해리 포터와 죽음의 성물 - 2부 - 데이빗 예이츠 수상
- 컨트롤러 - 조지 놀피
- 카우보이 & 에이리언 - 존 파브로
- 트랜스포머 3 - 마이클 베이
- 엑스맨: 퍼스트 클래스 - 매튜 본

### TV드라마부문 앙상블연기상
- 보드워크 엠파이어 - 티모시 밴 패튼 외 3명 수상
- 브레이킹 배드 - 아담 번스타인 외 8명
- 덱스터 - 키스 고든
- 왕좌의 게임 - 브라이언 커크 외 4명
- 더 굿 와이프 - 로드 홀콤 외 11명

### TV드라마부문연기상(여자)
- 아메리칸 호러 스토리 - 제시카 랭 수상
- 해리스 로우 - 케시 베이츠
- 데미지 - 글렌 클로즈
- 더 굿 와이프 - 줄리아나 마굴리스
- 클로저 - 카이라 세드윅

### TV드라마부문연기상(남자)
- 보드워크 엠파이어 - 스티브 부세미 수상
- 슈츠 - 케빈 브레이
- 프라이데이 나잇 라이츠 - 카일 챈들러
- 브레이킹 배드 - 브라이언 크랜스톤
- 덱스터 - 마이클 C. 홀

### 코미디부문 앙상블연기상
- 모던 패밀리 - 프레드 세비지 외 9명 수상
- 30 락 - 돈 스카르디노 외 12명
- 빅 뱅 이론 - 마크 센드로스키 외 3명
- 글리 - 테이트 도노반
- 오피스 - 폴 페이그

### 코미디부문연기상(여자)
- 핫 인 클리브랜드 - 베티 화이트 수상
- 모던 패밀리 - 줄리 보웬
- 간호사 재키 - 에디 팔코
- 30 락 - 티나 페이
- 모던 패밀리 - 소피아 베르가라

### 코미디부문연기상(남자)
- 30 락 - 알렉 볼드윈 수상
- 모던 패밀리 - 타이 버렐
- 오피스 - 스티브 카렐
- 투 앤 어 하프 멘 - 존 크라이어
- 모던 패밀리 - 에릭 스톤스트릿

### TV영화/미니시리즈부문 연기상(여자)
- 밀드레드 피어스 - 케이트 윈슬렛 수상
- 시네마 베리테 - 다이안 레인
- 다운튼 애비 - 매기 스미스
- 어프로프리어트 어덜트 - 에밀리 왓슨
- 더 로스트 발렌타인 - 베티 화이트

### TV영화/미니시리즈부문 연기상(남자)
- 투 빅 투 페일 - 제임스 우즈 수상
- 서굿 - 로렌스 피시번
- 투 빅 투 페일 - 폴 지아마티
- 케네디스 - 그렉 키니어
- 밀드레드 피어스 - 가이 피어스

### TV부문 스턴트 상
- 왕좌의 게임 - 브라이언 커크 외 4명 수상
- 덱스터 - 키스 고든
- 사우스랜드 - 크리스토퍼 츄랙 외 2명
- 스파르타쿠스 프리퀄: 갓 오브 아레나 - 릭 제이콥슨
- 트루 블러드 - 마이클 레만 외 4명

## 같이 보기
- 제84회 아카데미상
- 제64회 프라임타임 에미상
- 제63회 프라임타임 에미상
- 제69회 골든 글로브상
- 제65회 영국 아카데미 영화상
- 제32회 골든 래즈베리상